# Sân bay San Sebastián
Sân bay San Sebastián (IATA: EAS, ICAO: LESO) là sân bay phục vụ San Sebastián ở Xứ Basque, Tây Ban Nha. Sân bay này có 1 đường băng dài 1754 m bề mặt nhựa đường.

## Các hãng hàng không và các tuyến bay
Hiện có các hãng hàng không sau đây đang hoạt động ở sân bay này:
- Iberia (Madrid)
  - Air Nostrum (Barcelona, Madrid, Málaga, Sevilla)